# Praia do Almoxarife
Praia do Almoxarife ist eine portugiesische Gemeinde (Freguesia) im Kreis (Concelho) von Horta auf der Azoreninsel Faial.
Der namensgebende Strand und die Grünanlage Poço das Asas mit Wasserfall sind die bekanntesten Anziehungspunkte der Gemeinde.

## Geschichte
Praia do Almoxarife gilt als die älteste Ortschaft der Insel Faial, da 1465 hier der flämische Seefahrer Joss van Hurtere mit 15 Siedlern aus Flandern an Land gegangen sein soll. Am hiesigen flach abfallenden Sandstrand, an dem die Ribeira da Praia, ein Bach mit Süßwasser, ins Meer mündet, entwickelte sich bald eine Siedlung. Am 21. September 1597 wurde der Ort, der ursprünglich Praia de Santo Cristo hieß, von britischen Piraten geplündert und niedergebrannt. Später wurde der Ort wieder aufgebaut und zählte 1643 305 Einwohner in 43 Haushalten. 1926 wurden bei einem Erdbeben fast alle Häuser zerstört oder schwer beschädigt, von 220 blieben nur 16 bewohnbar.

## Ortsbild und Architektur

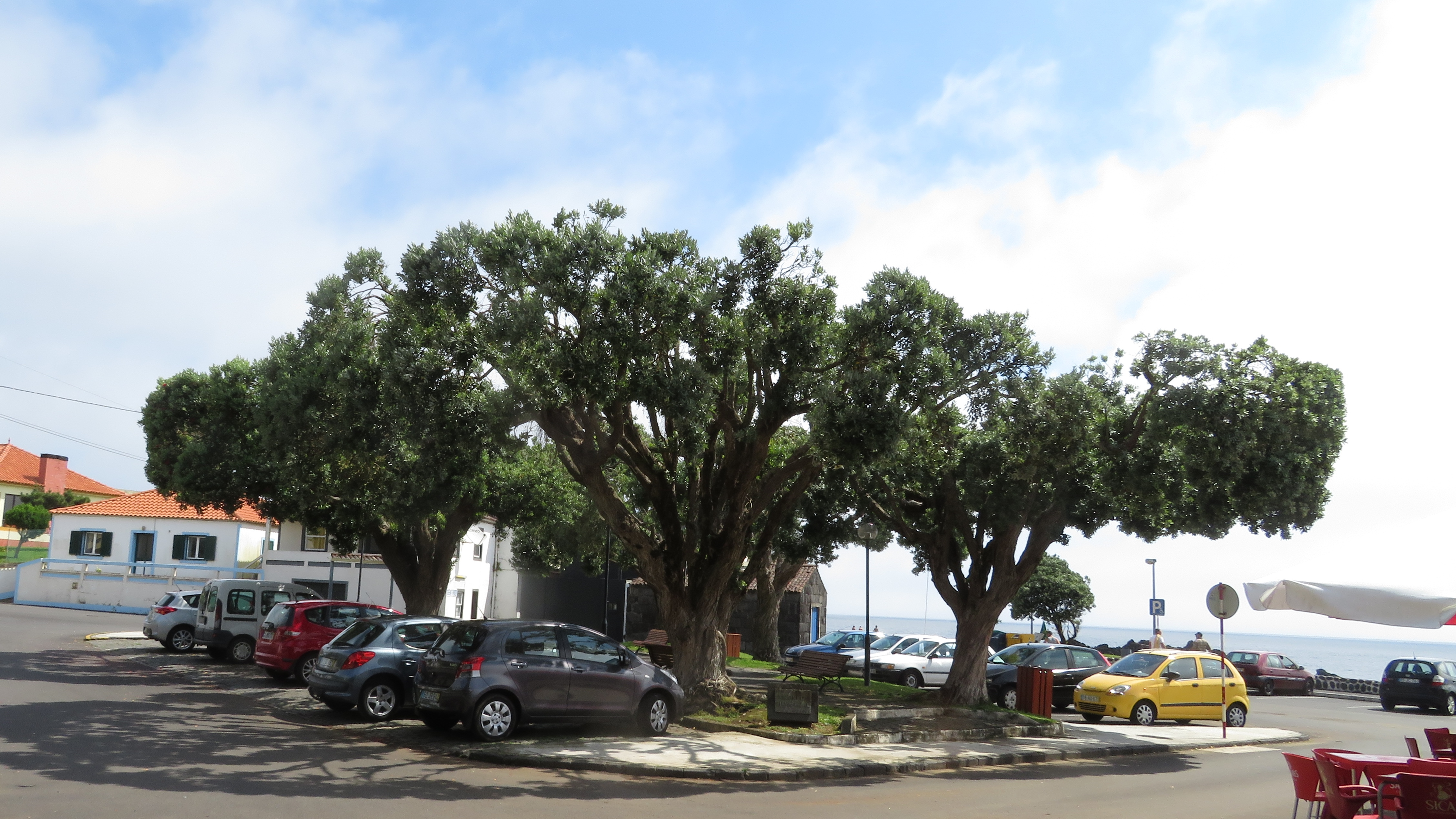
Zentraler Platz „Largo Coronel Silva Leal“

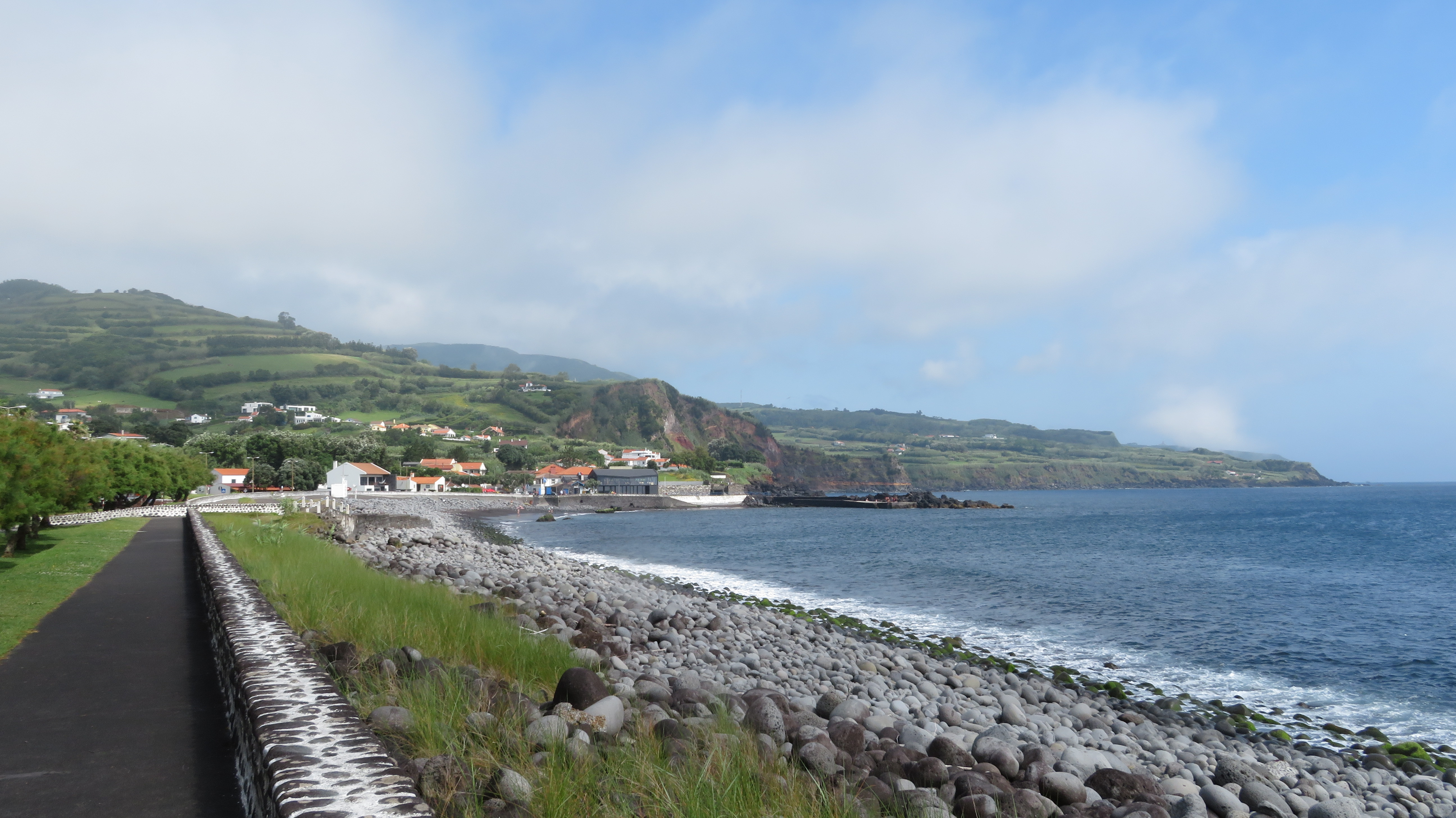
Strand von Praia do Almoxarife

Der Ort hat stellenweise den Charakter eines Straßendorfes, stellenweise den eines Haufendorfes. Nur um den zentralen Platz Largo Coronel Silva Leal mit seinen Schatten spenden Bäumen herum findet sich geschlossene Bebauung, während insgesamt im Ort eine offene Bebauung überwiegt. In der Rua da Igreja sind noch einige Wohnhäuser vom Ende des 19. und dem Anfang des 20. Jahrhunderts erhalten, die heute unter Denkmalschutz stehen. Auch in der Rua Padre António Cândido Avelar finden sich noch Beispiele typischer Architektur des frühen 20. Jahrhunderts, die Häuser wurden bei dem Erdbeben von 1926 zerstört und anschließend im Originalstil wieder aufgebaut.
Die auffallend große Pfarrkirche Igreja de Nossa Senhora da Graça, eine der ältesten Kirchen der gesamten Insel, wurde 1568 zum ersten Mal urkundlich erwähnt und 1597 von britischen Piraten niedergebrannt. 1758 wurde sie im Barockstil mit zwei weithin sichtbaren Türmen und zwei Seitenkapellen wieder aufgebaut. Bei dem Erdbeben vom 9. Juli 1998 wurde die Kirche erheblich beschädigt, die Schäden sind jedoch mittlerweile behoben. In der Kirche wird ein großes hölzernes Kruzifix aufbewahrt, um das sich die „Legende von dem verlorenen Arm“ rankt: Das Kreuz soll im 16. oder 17. Jahrhundert hier am Strand gefunden worden sein, wobei der Christusfigur allerdings ein Arm fehlte. Das Kruzifix wurde in der Kirche aufgestellt, und man versuchte, aus Holz einen passenden Arm zu schnitzen und zu befestigen – jedoch vergebens. Jahre später fanden Dorfbewohner bei der Suche nach Brennholz den Arm an der Küste zwischen angespültem Treibholz, ohne ihn zunächst als solchen zu erkennen. Als der Arm jedoch nicht verbrannte, erkannte man ihn und befestigte ihn am Kruzifix, dem seither große Verehrung zuteilwird.
Vor der Kirche wurde ein kleiner Park mit einem Pavillon angelegt. Hier befindet sich auch die Heilig-Geist-Kapelle Império da Trindade, in deren Fassade die Jahreszahlen 1873 das Jahr des Baues und die Angabe 1943 das Jahr einer Renovierung angeben.

## Verwaltung

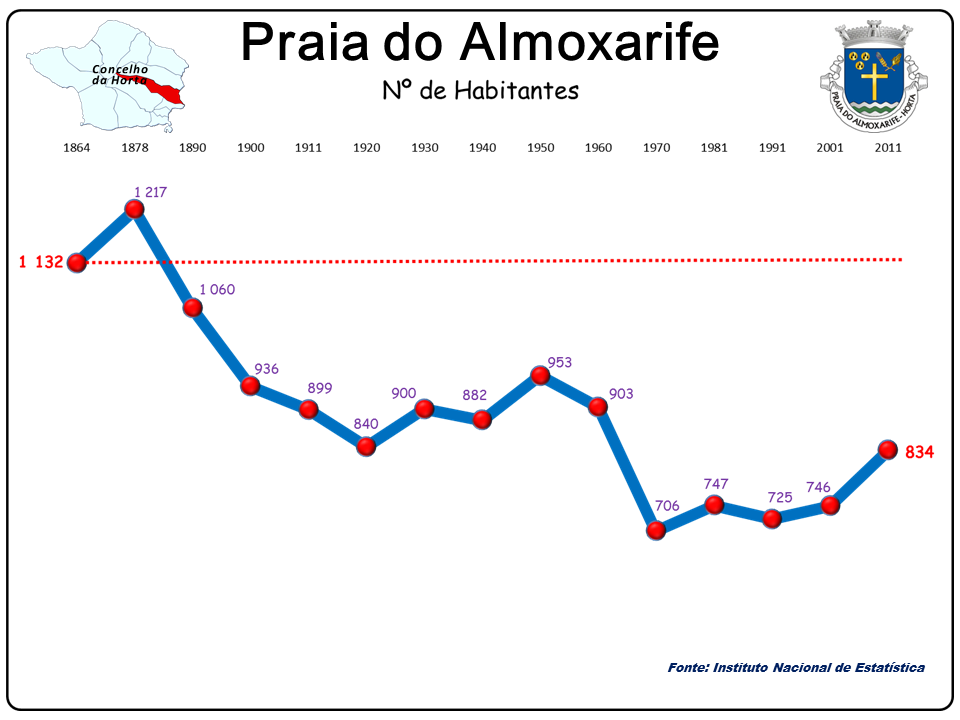
Bevölkerungsentwicklung in der Gemeinde Praia do Almoxarife (1864 bis 2011)

Praia do Almoxarife ist Sitz einer gleichnamigen Gemeinde (Freguesia) im Kreis (Concelho) von Horta. In ihr leben 969 Einwohner (Stand 19. April 2021).
Folgende Orte und Ortsteile liegen in der Gemeinde:
- Atafoneiro
- Chão Frio
- Praia do Almoxarife

## Wirtschaft
Praia do Almoxarife ist für seinen grauen, vulkanischen Sandstrand bekannt, an dem sich in bescheidenem Umfang eine touristische Infrastruktur mit Campingplatz entwickelt hat. Haupteinnahmequelle der Bevölkerung ist nach wie vor die Landwirtschaft, vor allem die Milchwirtschaft. Nicht wenige Einwohner pendeln zur Arbeit in die wenige Kilometer entfernte Inselhauptstadt Horta.